# Henry Stone (Maler)

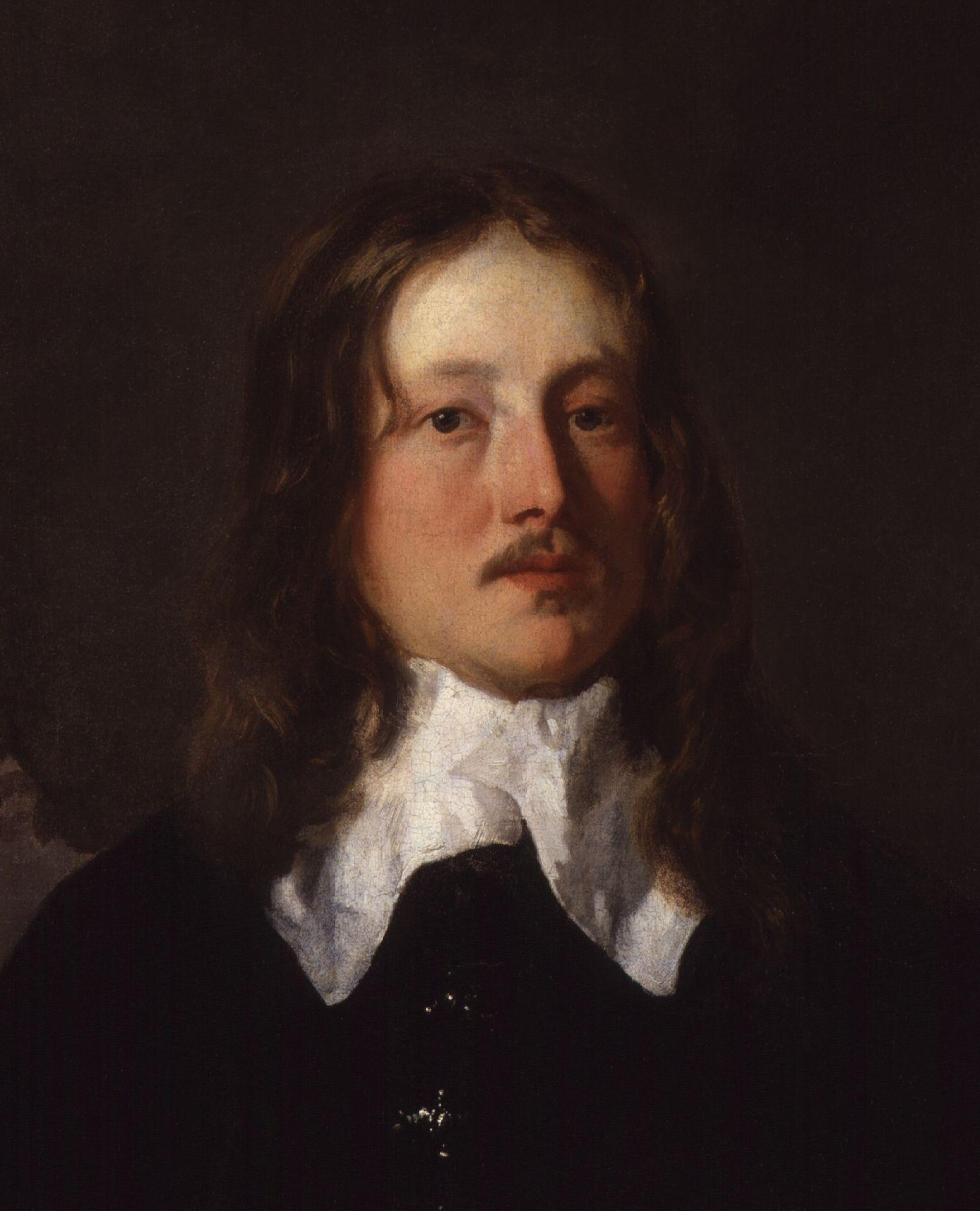
Peter Lely: Henry Stone (um 1648)

Henry Stone (* 1616; † 24. August 1653 in London), bekannt auch als „Old Stone“, war ein englischer Porträtmaler und namhafter Kopist der Werke von Anthonis van Dyck.

## Leben und Werk
Henry Stone war der älteste Sohn des Bildhauers und Architekten Nicholas Stone (1586/7–1647). Seine Brüder Nicholas Stone Jr. (1618–1647) und John Stone (1620–1667) waren Bildhauer und Maurer. Den Beinamen „Old Stone“ erhielt Henry zur Unterscheidung von seinen jüngeren Brüdern. Stone übersiedelte in die Niederlande, wo er bei seinem Onkel, dem Maler Thomas de Keyser, in die Lehre ging. Später reiste er zusammen mit seinem Bruder Nicholas nach Frankreich und Italien, um Kunst zu studieren. Er hielt sich auch in Rom auf, wo er das Atelier des Bildhauers Gian Lorenzo Bernini besuchte. 1642 kehrte er nach England zurück und stand in Verbindung mit dem Atelier von Anthonis van Dyck. Nach dem Tod seines Vaters führten er und sein jüngster Bruder John in London den väterliche Betrieb für Maurer- und Bildhauerarbeiten fort. Dort verstarb er 1653 im Alter von 37 Jahren.

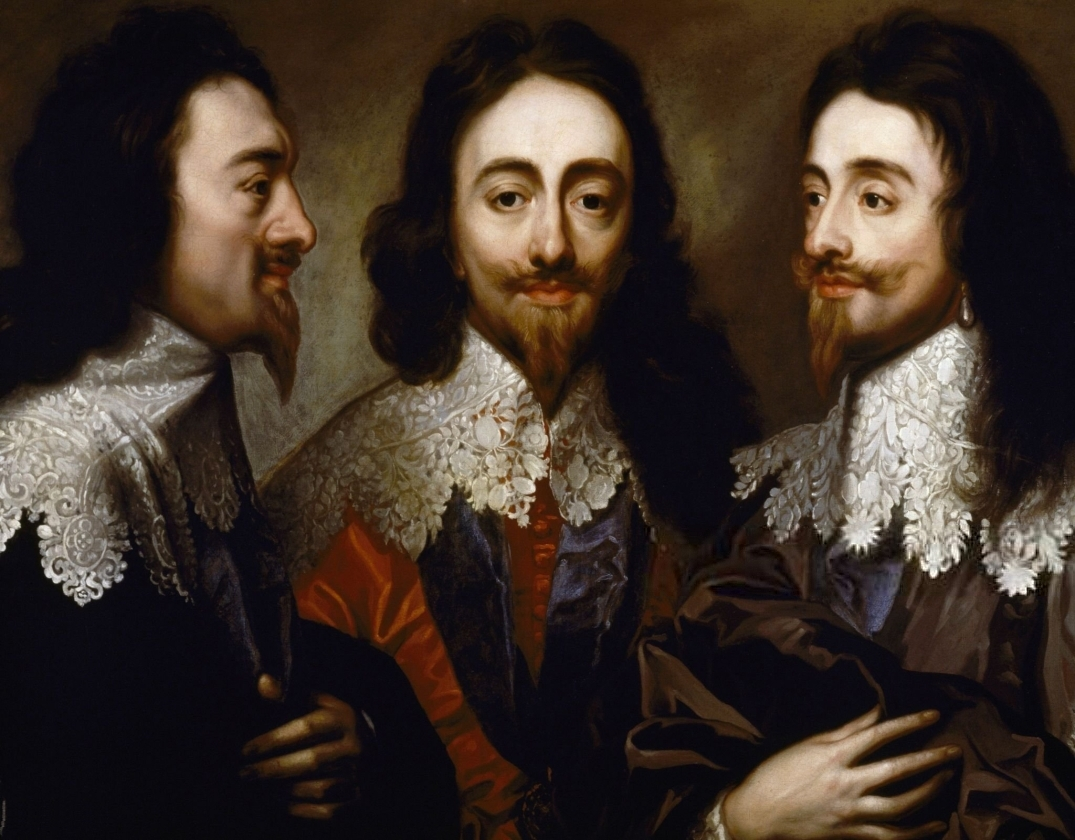
Henry Stone: Dreifachporträt von Karl I. nach Anthonis van Dyck

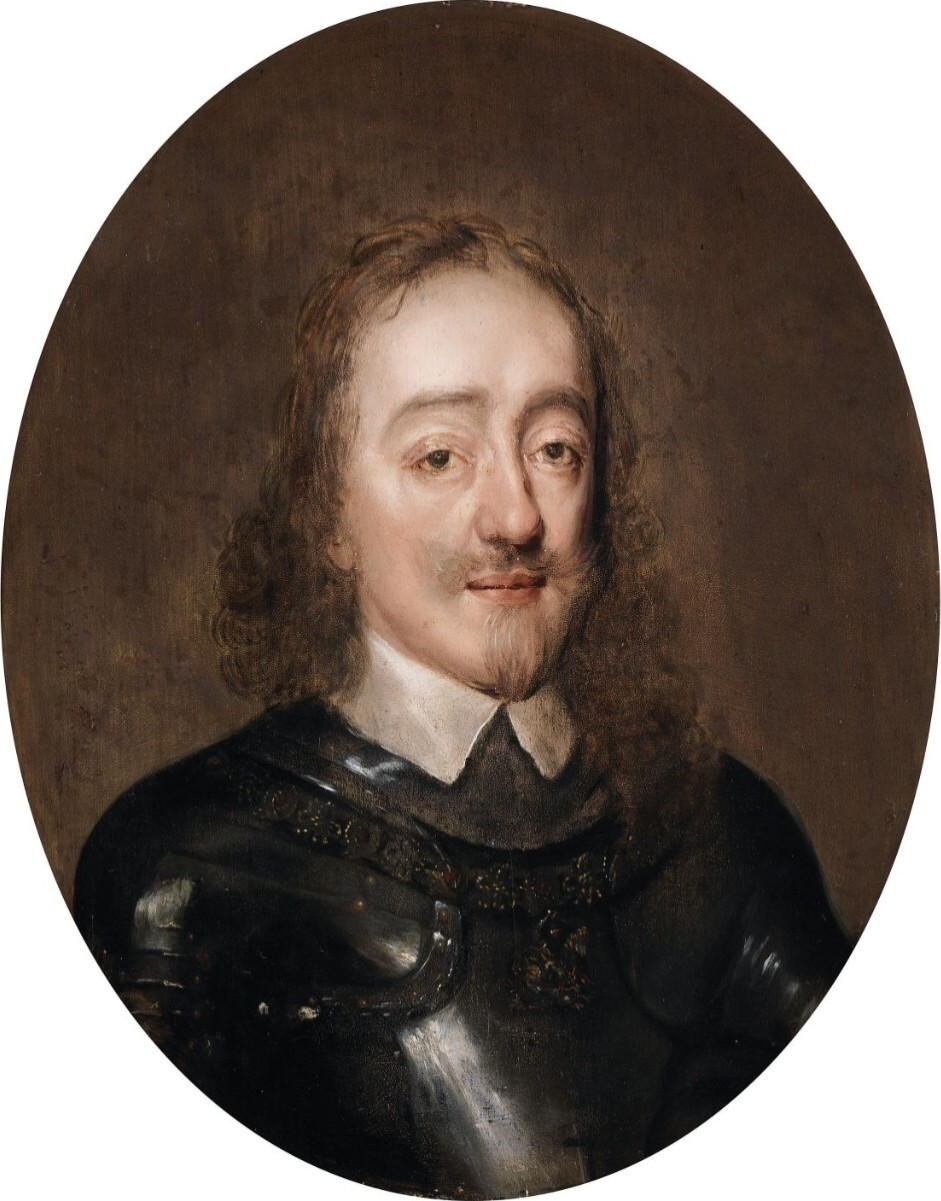
Henry Stone: Karl I., König von England

Stone war als Porträtmaler bekannt und einige bemerkenswerte Porträts, die von ihm selbst entworfen wurden, sind erhalten geblieben. Daneben kopierte er die Gemälde von Anthonis van Dyck und der italienischen Meister, darunter Tizian. Zu seinen bekanntesten Kopien zählt das Dreifachporträt von Karl I., das seinerseits als Gemälde oder Kupferstich reproduziert wurde. Stone kopierte offizielle Porträts von Karl I. so gut, dass seine Gemälde oft als Originale von Anthonis van Dyck verkauft wurden. Der König beauftragte ihn auch, eigene Porträts anzufertigen. Er veröffentlichte auch eine Abhandlung über Malerei mit dem Titel „The Third Part of the Art of Painting“ („Der dritte Teil der Malkunst“), wobei ungeklärt ist, ob und von wem die ersten beiden Teile verfasst wurden.